# Casinaria insularis
Casinaria insularis là một loài tò vò trong họ Ichneumonidae.